# Batalla de Blaye (1591)
La batalla de Blaye de 1591 fue un encuentro naval entre el capitán español Pedro de Zubiaur y una flota inglesa varias veces mayor. Terminó con victoria española. No debe ser confundida con la batalla del mismo nombre que aconteció en 1593.

## Batalla
En 1591, Pedro de Zubiaur estaba al mando de una escuadra de filibotes, con los que realizaba frecuentes viajes entre España y la Bretaña francesa, transportando hombres y material de guerra. Su misión estaba relacionada con la defensa de Blaye (o Blavet), donde se encontraba el Maestre de Campo Juan de Aguilar, encargado de proteger a los católicos de la región.
En esta ocasión, al mando de tan solo seis filibotes, Zubiaur se enfrentó a una flota inglesa de cuarenta barcos que había zarpado de Burdeos. Sin dudarlo, lanzó su ataque y consiguió una victoria rotunda, hundiendo varios de los barcos enemigos y regresando con diecisiete naves apresadas, que remolcó hasta su base.